# Laura Berman

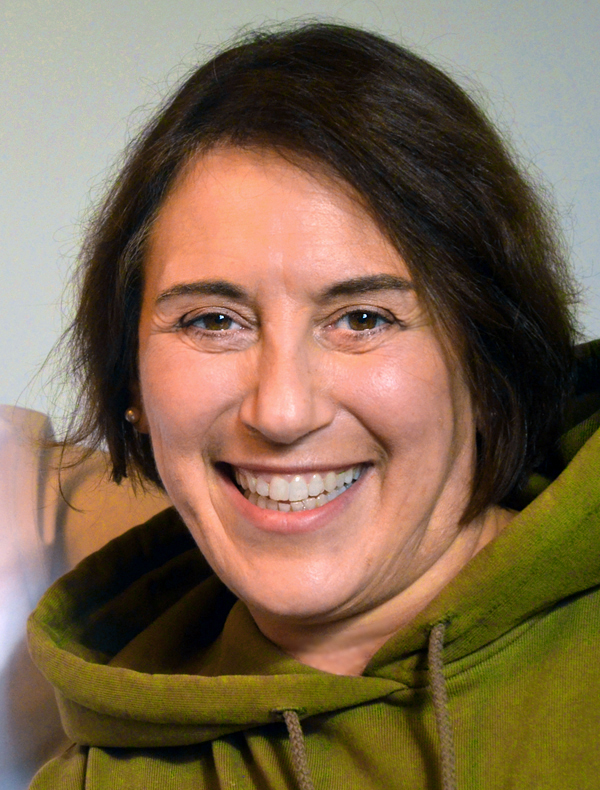
Laura Berman, 2021

Laura Berman (* 1959 in Boston) ist eine US-amerikanische Intendantin und Dramaturgin. Seit der Spielzeit 2019/2020 ist sie Intendantin der Staatsoper Hannover.

## Leben und Karriere
Berman erhielt ihre erste Musikausbildung an der New Yorker Juilliard School und studierte Musik und Opernregie in Princeton, New Jersey und Bloomington, Indiana. Danach erhielt sie ein Stipendium in Deutschland. In Köln gründete sie gemeinsam u. a. mit Manos Tsangaris und Carola Bauckholt das Kollektiv New Fragments Köln für experimentelles Musiktheater. Danach war sie am Theater Münster und am Staatstheater Darmstadt als stellvertretende Leiterin und Dramaturgin für Tanztheater tätig. Während dieser Zeit produzierte sie gemeinsam mit der Choreographin Birgitta Trommler ein jährliches Festival interdisziplinärer Kunstformen. Auf dem Programm standen Werke von Künstlern wie Alain Platel, Laurie Anderson, Philip Glass und Meredith Monk. Als freischaffende Dramaturgin arbeitete Laura Berman für die Wiener Festwochen, die Bayerische Staatsoper, die Berliner und die Schwetzinger Festspiele, das Düsseldorfer Schauspielhaus oder auch das Zürcher Ballett.
Von 2001 bis 2006 war sie leitende Musikdramaturgin am Theater Freiburg. Danach war sie bis 2012 Künstlerische Leiterin der Reihe "Kunst aus der Zeit" der Bregenzer Festspiele, ein Programm mit Musiktheater, Performance, Tanz und Konzerten, bevor sie 2012 eine eigene Künstler- und Projektagentur mit dem Namen Laura Berman_Next gründete und verschiedene Opern von Künstlern der alternativen Popszene produzierte. 2015 wurde sie von Andreas Beck, mit dem sie bereits in Wien am Schauspielhaus zusammengearbeitet hatte, als neue Operndirektorin ans Theater Basel geholt. Die Fachzeitschrift Opernwelt zeichnete in der Spielzeit 2015/16 die Oper Donnerstag aus Licht als Aufführung des Jahres aus.
Seit der Spielzeit 2019/2020 ist Laura Berman Intendantin der Oper Hannover, ihr Vertrag endet im Jahr 2025, Bermans Nachfolger als Intendant wird Bodo Busse. Sie und Schauspielintendantin Sonja Anders lösten Lars-Ole Walburg und Michael Klügl ab. Bereits im Vorfeld ihrer Intendanz sorgte Berman für Schlagzeilen in der Stadt, als es zwischenzeitlich hieß, sie stelle den seit mehr als 25 Jahren stattfindenden Opernball in Frage. Das wurde allerdings dementiert, lediglich der Ball im Jahr 2020 solle ausfallen. Für die Sparte Ballett konnte sie den Choreographen Marco Goecke als Direktor engagieren. Die Spielzeit 2019/2020, die unter dem Motto "Koordinaten des Anderen" stand, wurde mit einer Inszenierung der Grand opéra La Juive unter der Regie von Lydia Steier eröffnet. Die Ballettsaison begann mit dem dreiteiligen Ballettabend Beginning von Adonis Foniadakis, Medhi Walerski und Marco Goecke.

## Veröffentlichungen
- Klang zu Gang – Gedanken zur Musik in heutigen Theaterformen. Bregenzer Festspiele. Berlin: Theater der Zeit 2009, ISBN 978-3-940737-65-6 (mit Madlene Therese Feyrer).

## Filmografie (Auswahl)
- 2014: Pierrot Lunaire (Dramaturgin)